# Lorenzo Sumulong

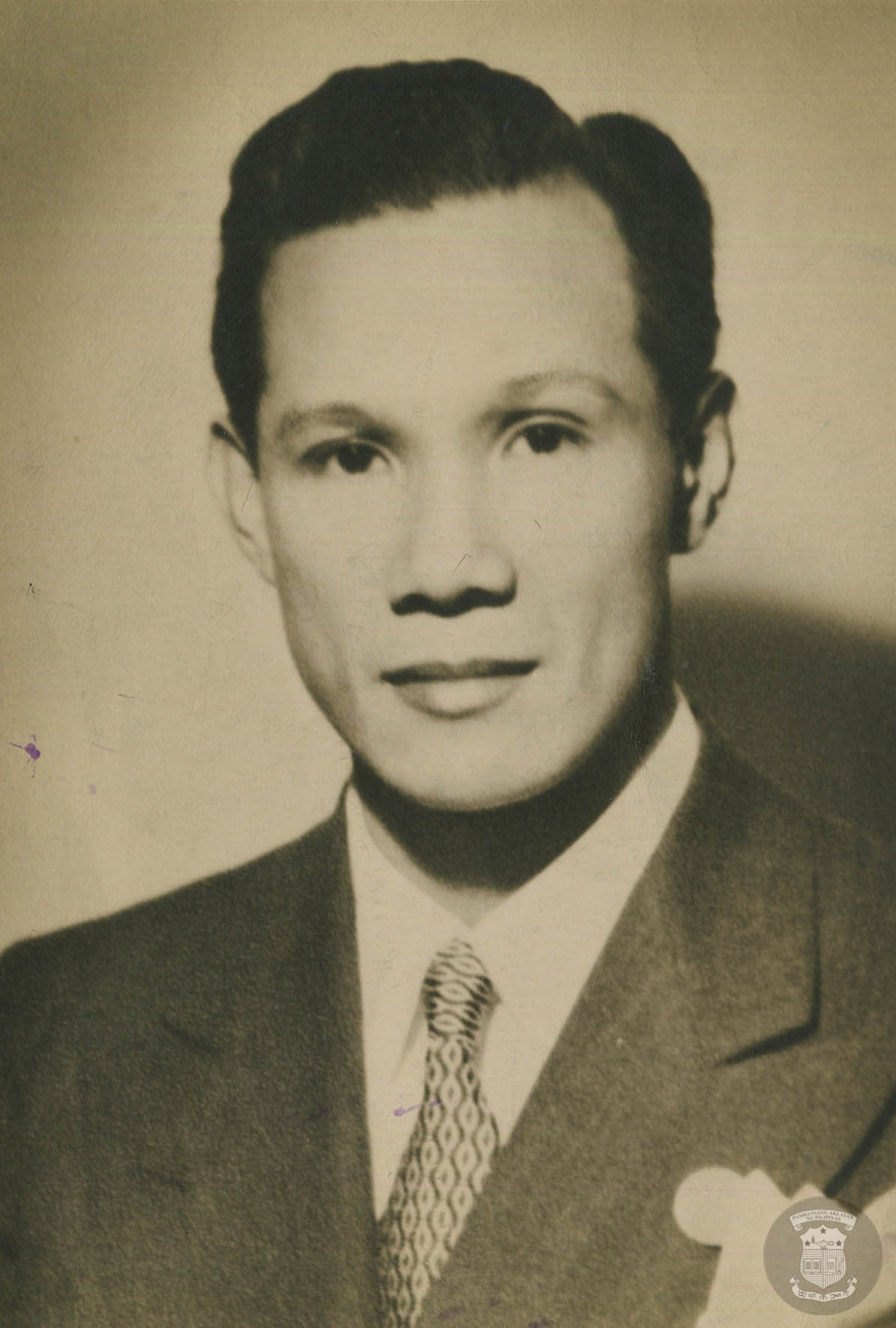
Lorenzo Sumulong

Lorenzo Sumulong (Antipolo, 5 september 1905 – 21 oktober 1997) was een Filipijns politicus. Sumulong was van 1947 tot 1949 lid van het Filipijns Huis van Afgevaardigden. Van 1949 tot 1967 en van 1970 tot 1972 was hij lid van de Filipijnse Senaat. In 1987 was Sumulong een van de leden van de Constitutional Commission, die de Filipijnse Grondwet van 1987 schreef.
Sumulong was de zoon van voormalig senator Juan Sumulong, de vader van voormalig Antipolo-burgemeester Victor Sumulong en de oom van voormalig president Corazon Aquino.

## Biografie
Lorenzo Sumulong behaalde in 1926 een Bachelor of Arts-diploma aan de University of the Philippines en studeerde daarna rechten aan dezelfde universiteit. In 1929 behaalde hij zijn bachelordiploma rechten magna cum laude en behaalde hij tevens, met de beste score van zijn jaargang, het toelatingsexamen voor de Filipijnse balie (bar exam). Hij vervolgde zijn rechtenstudie aan Harvard University in de Verenigde Staten, waar hij in 1932 zijn masterdiploma behaalde.
Sumulong begon zijn politieke carrière al tijdens studententijd aan de University of the Philippines toen hij gekozen werd als raadslid van Antipolo. Bij de verkiezingen van 1946 won hij een zetel in het Filipijns Huis van Afgevaardigden namens het tweede kiesdistrict van Rizal. Na afloop van zijn driejarige termijn won hij bij de verkiezingen van 1949 een zetel in de Filipijnse Senaat. Hij zou in 1955 en in 1961 worden herkozen. Bij de verkiezingen van 1969 werd hij opnieuw voor zes jaar gekozen. Deze periode kwam echter voortijdig ten einde toen president Ferdinand Marcos het Filipijns Congres ophief.
In zijn lange periode als senator was hij onder andere voorzitter van de Senaatscommissie voor Buitenlandse Relaties en was hij voorzitter van de commissie die het Buenavista-Tambobong-schandaal onderzocht. Ook was hij voorzitter van de Senaatscommissie tegen corruptie, de Blue Ribbon Commission. In die hoedanigheid was hij onder meer betrokken bij het onderzoek naar het Harry Stonehill-schandaal. Daarnaast vertegenwoordigde Lorenzo Sumulong, de Filipijnen bij diverse internationale conferenties en bijeenkomsten, zoals de Algemene Vergadering van de Verenigde Naties in 1946, 1958, 1960, 1963 en 1965. Tijdens de Algemene Vergadering van de VN op 12 oktober 1960 vond er een geruchtmakend incident plaats tussen hem en Sovjet-leider Nikita Chroesjtsjov. Sumulong vroeg Chroesjtsjov hoe hij kon protesteren tegen het westerse kapitalistische imperialisme, terwijl de Oost-Europese landen op hetzelfde moment waren beroofd van hun burger- en politiek rechten en in snel tempo door de Sovjet-Unie werden opgeslokt. Chroesjtsjov barstte in woede uit en riep tegen Sumulong dat hij "een eikel, een verrader en een lakei van het imperialisme" was, en eiste dat de voorzitter Sumulong het woord ontnam. Sumulong kreeg slechts een waarschuwing tot groot ongenoegen van Chroesjtjov, die vervolgens herhaaldelijk met zijn schoen op de tafel sloeg om zijn argument kracht bij te zetten.
Na de val van president Ferdinand Marcos door de EDSA-revolutie in februari 1986, werd hij door diens opvolger benoemd als lid van de Constitutionele Commissie, die tot taak had de nieuwe Filipijnse Grondwet van 1987 te schrijven.
Sumulong overleed 21 oktober 1997, op 92-jarige leeftijd. Hij was getrouwd met Estrella Rodriguez. Met haar kreeg hij zes kinderen, waaronder Victor Sumulong, die later burgemeester van Antipolo zou worden.
- International Standard Name Identifier: 0000 0000 2658 0761
- Library of Congress Control Number: n84180779
- Virtual International Authority File: 28482480
- WorldCat: E39PBJtRQTMwp3wM876fh9PG73